# Carpella nubilata
Carpella nubilata är en fjärilsart som beskrevs av W. Warren 1894. Carpella nubilata ingår i släktet Carpella och familjen mätare. Inga underarter finns listade i Catalogue of Life.